# Юган Бер'єссон
Юган Бер'єссон (швед. Johan Börjesson; 1790−1866) — шведський письменник. Спочатку писав вірші. Але згодом почав писати п'єси на історичну тематику під впливом Вільяма Шекспіра та Фрідріха Шиллера.
Добірка його творів була опублікована в 1873−1874 роках.

## Біографія
Юган Бер'єссон народився в Танумі, Бохуслен, в 1790 році в сім'ї Бьор'є Ханссона та Агнети Вінгорд. Його дядьком був єпископ Юхан Вінгард, двоюрідним братом — архієпископ Карл Фредрік аф Вінгард. Він вступив до Упсальського університету у 1808 році, закінчив його у 1815 році, а у 1816 році був висвячений на священникові Шведської Церкви. Перебуваючи в Уппсалі, Бер'єссон був прийнятий до романтичного товариства «Аврора», де він розпочав свою поетичну діяльність, хоча ніколи не поділяв ідеалів цього руху.
У 1823 році Юхан Бер'єссон одружився з Фредрікою Густавою Фок, донькою фрейліни Берндта Вільгельма Фока. У них народилися дві доньки, з яких одна дожила до дорослого віку, художниця Агнеса Бер'єссон, яка стала однією з чотирьох перших жінок, прийнятих до Шведської королівської академії мистецтв.
Пізніше, на початку 1860-х років, його садибу відвідав британський письменник Горацій Марріат, який згодом опублікував подорожній щоденник «Один рік у Швеції» (опублікований 1862 року; шведський переклад 1863 року), заснований на його враженнях і висновках, зроблених під час перебування в родині.
Після тривалого перебування в сільській місцевості, в останні місяці свого життя він повернувся до Уппсали.